# Clément VII (antipape)
Pour les articles homonymes, voir Clément VII (pape) et Robert de Genève.
Robert de Genève, né en 1342 au château d'Annecy et mort le 16 septembre 1394 à Avignon, est un prélat successivement évêque, puis cardinal puis pape — sous le nom de Clément VII —, ainsi que comte de Genève de 1393 à 1394.
Son élection comme pape a été acquise avec le soutien de celui qui sera son successeur, le futur Benoît XIII qui a mis à son profit ses compétences juridiques. La revendication à la papauté et l'installation en Avignon de Clément VII créent le Grand Schisme d'Occident.
Il est aujourd'hui considéré comme un antipape par l'Église catholique.

## Biographie

### Origine
Robert de Genève est né en 1342, au château comtal d'Annecy,. Il est le fils du comte de Genève Amédée III, et de Mathilde d'Auvergne, dite « Mahaut d'Auvergne », dite aussi « de Boulogne », fille de Robert VII, comte d'Auvergne et comte de Boulogne (1314-1325), et de Marie de Flandres, sa seconde femme,,,. Il porte le nom de son grand-père maternel.
Il a quatre frères, Aymon († 1367), Amédée († 1368), Jean († 1370), Pierre († 1393), qui se succéderont à la tête du comté,,.

### Carrière ecclésiastique
Robert a quinze ans lorsqu'il est notaire, en décembre 1359. En 1361, il est nommé évêque de Thérouanne, en Artois (il a alors 19 ans). Il est transféré en 1368 sur le siège de Cambrai.
Le 30 mai 1371, il est élevé au cardinalat.
Il est cardinal-prêtre Douze Apôtres (1371-1378).

### Élection papale
Les papes siègent à Avignon. Cinq papes successifs et 80 % des cardinaux sont français (et généralement proches du roi de France) et nomment  des Français comme légats et gouverneurs des provinces ecclésiastiques d’Italie. Or les Français ne sont pas familiers des affaires italiennes. Grégoire XI commet l’erreur de perpétuer cette mauvaise habitude[réf. nécessaire]. Il entre en conflit avec les Florentins. Poussées par Florence, les villes des États pontificaux se révoltent contre l'administration injuste de légats français.
Au milieu de ces graves troubles, Grégoire XI décide de replacer le siège pontifical à Rome car la situation en Italie menace de lui échapper. En dépit des protestations de Charles V le roi de France et de la majorité des cardinaux, il quitte Avignon le 13 septembre 1376 et embarque à Marseille le 2 octobre pour l’Italie. Il parvient à Corneto, via Gênes, le 6 décembre. Il y reste jusqu’à ce que les arrangements nécessaires aient été pris à Rome au sujet de son gouvernement et de sa future installation. Le 13 janvier 1377, il quitte Corneto, débarque à Ostie le jour suivant et remonte le Tibre vers le monastère San Paolo, d’où il effectue son entrée solennelle dans Rome le 17 janvier 1377.
Cette même année, le pape le pourvoit du canonicat et de l'archidiaconat de Lyon.
Mais son retour vers Rome ne met pas terme aux hostilités. Robert de Genève devenu cardinal est un homme d'action et se charge de mater la rébellion :  le terrible massacre de Césène révolte encore plus les Italiens contre la papauté. Les émeutes romaines quasi-continues conduisent Grégoire XI à se retirer sur Anagni vers la fin du mois de mai 1377.
L’accession, au mois d'avril 1378, au titre de pape d’Urbain VI (1378–1389), successeur à Rome de Grégoire XI (qui avait résidé un temps au Palais des Papes d'Avignon) déclenche le Grand Schisme d'Occident. Urbain VI est un pape très autoritaire. Le collège des cardinaux, dominé par une majorité française, lui reproche alors d’avoir été élu à Rome sous la pression de la population en insurrection.
Soutenus par le royaume de Naples, ils organisent un conclave à Fondi, à l'issue duquel ils élisent, le 31 octobre 1378,, le cardinal Robert de Genève qui prend le nom de Clément VII. Il s’installe à Avignon. Le Sacré Collège dénonce la précédente élection d'Urbain VI, l'Église a maintenant deux papes, c'est le début du Grand Schisme. L'Occident chrétien est alors séparé en deux suivant le clivage de la guerre de Cent Ans : alors que l'Angleterre et le Saint Empire maintiennent leur fidélité à Rome, la France, l'Écosse et les États espagnols soutiennent Clément VII.

### AntipapeClémentVII
À Avignon, Clément VII entreprend de lutter contre Urbain VI. Ce dernier perd peu à peu ses alliés, devenant un tyran paranoïaque, allant jusqu'à faire torturer et mettre à mort les cardinaux qui l'avaient élu mais qui songeaient à le remplacer.
Mais Clément VII essuie un échec dans le royaume de Naples où la reine Jeanne est assassinée par Charles de Duras, un partisan d'Urbain VI. Le manque d'initiative et d'opportunisme de ses alliés ne lui permet pas de renverser Urbain VI. À la mort de ce dernier le 15 octobre 1389, ses cardinaux lui élisent un successeur, Boniface IX, perpétuant ainsi le schisme.
La confusion des temps profite à Raymond, vicomte de Turenne, seigneur des Baux-de-Provence, qui emploie des bandes de routiers et écume la région. Le pape est contraint de lui payer une rançon pour qu'il cesse ses exactions.

### Comte de Genève (1392 - 1394)

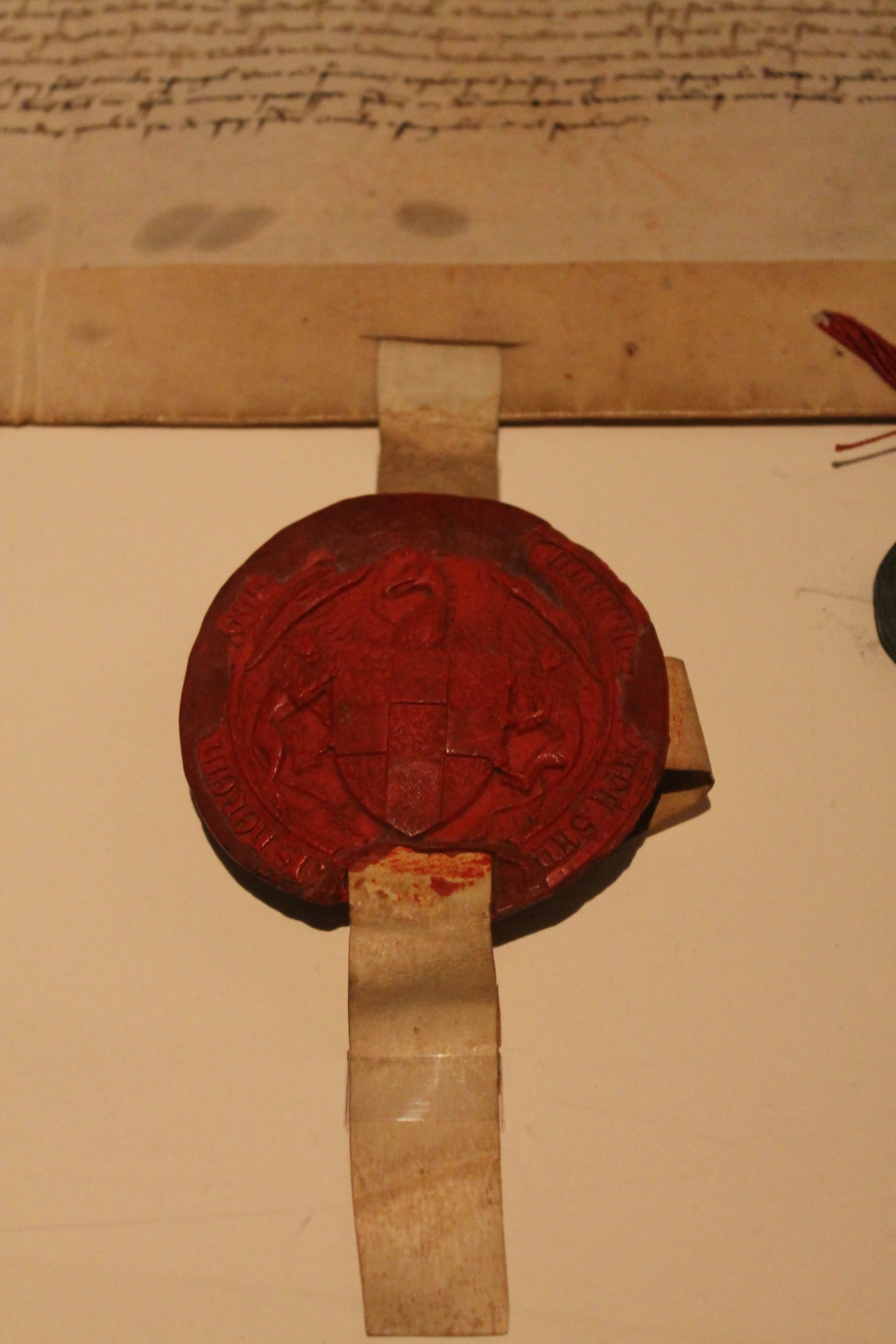
Sceau armorié de Robert de Genève (1393) dans un acte de transaction avec Girard de Ternier (sceau en cire apposé sur un manuscrit sur parchemin, Archives départementales de la Haute-Savoie).

À la suite de la mort de son père, trois de ses frères lui succèdent à la tête du comté de Genève. Pierre meurt en 1392 sans descendance. Robert hérite du titre comtal.
Lorsque Robert meurt, c'est Humbert de Villars, de la famille de Thoire et Villars, son neveu, qui hérite du titre. Le second membre de cette famille vendra le titre à la maison de Savoie en 1401.

## Le Saint-Suaire de Lirey
Au cours de l'automne 1390, Clément VII dut s’occuper d'un suaire que l'on faisait passer pour celui du Christ. Une affaire qui était en train de déclencher un beau scandale en Champagne. Le frère du pape, Aymon, comte de Genève, venait récemment de convoler avec Jeanne de Vergy, la veuve de Geoffroi de Charny. Les premières ostensions du suaire avaient commencé en 1357, et s'étaient immédiatement heurtées aux sévères remontrances de Henri de Poitiers, évêque de Troyes, qui les avait interdites.
Cette belle-sœur avait demandé et obtenu, en 1389, l’autorisation du pontife avignonnais d’exposer à nouveau dans la petite église en bois de Lirey ce suaire. Elle en faisait faire l’ostension lors de la tenue des six foires de Champagne.
Cet accord pontifical avait provoqué de vives remontrances de la part de Pierre d’Arcis, le nouvel évêque de Troyes, qui avait écrit au pape pour porter, respectueusement mais fermement, à sa connaissance que tout le monde dans le diocèse savait que ce suaire était un faux. Il précisait même que son prédécesseur, Henri de Poitiers, avait connu la personne qui avait réalisé cette fausse relique. Assez vexé de s’être ainsi laissé gruger, Clément VII envoya alors une bulle aux chanoines de Lirey leur enjoignant d’expliquer aux pèlerins que « chaque fois qu’ils montreront le suaire à la foule, ils aient soin de dire à haute et intelligible voix que ce n’est pas le vrai linceul de Notre Seigneur, mais une toile peinte qui représente le Christ ». Mais il ordonnait en même temps à l’évêque de Troyes de garder un « silence éternel » sur cette affaire sous peine d’excommunication. L'évêque ne céda pas. Il fit connaître les faits au roi Charles VI. Celui-ci parut convaincu, puisque immédiatement, il envoya un bailli pour se saisir de cette relique au nom de la couronne. Les chanoines de Lirey et leurs paroissiens s'y opposèrent par la force. L'évêque de Troyes, pour faire respecter son autorité et celle du roi, envoya cette fois un mémorandum complet au pape d'Avignon pour lui demander d'interdire l'exposition de ce faux. Il y expliquait : 

« Le seigneur Henri de Poitiers, de pieuse mémoire, alors évêque de Troyes, connaissant cela et pressé par de nombreuses personnes pieuses de prendre des mesures... après une enquête diligente et après examen, décela la fraude et comme ledit linge avait été habilement peint ; à savoir que c'était une œuvre de l'art humain et non pas miraculeusement faite et conçue. »

Le pape intervint alors auprès de sa parente pour calmer la tension. Il y resta cependant à Lirey jusqu'en 1418. Le suaire arriva par héritage à Geoffroy II de Charny qui le fit transférer à Saint-Hippolyte de 1418 à 1452. Puis il le légua  à sa fille Marguerite. Celle-ci en fit don en 1453 à Louis de Savoie. Conservé à Chambéry, il brûla le 4 décembre 1532. En 1578, la maison de Savoie le fit déposer à Turin où il prit le nom de Saint-Suaire.
Lorsque Clément VII meurt le 16 septembre 1394, il n'aura pas pu réconcilier l'Église divisée, ni prendre un avantage décisif sur son concurrent Urbain VI puis Boniface IX.

## Titres
- 1378-1394, pape d’Avignon.
- 1392-1394, comte de Genève, en succédant à son frère Pierre décédé sans postérité.